# Danh sách tỷ phú Trung Quốc theo giá trị tài sản
Dưới đây là một phần danh sách các tỷ phú Trung Quốc của Forbes (ý chỉ các tỷ phú đô la) cũng như Hồ Nhuận Report (ý chỉ các tỷ phú đồng nhân dân tệ), dựa trên sự định giá thường niên về của cải và tài sản được tổng hợp, biên soạn và xuất bản trên các tạp chí Forbes của Mỹ năm 2021 và Hurun Report của Trung Quốc qua từng năm. Năm 2021, Trung Quốc có trên 600 tỷ phú, đưa nước này lên đứng hàng thứ hai thế giới, sau Hoa Kỳ.
Tỷ phú giàu nhất Trung Quốc hiện nay là ông Chung Thiểm Thiểm (sinh năm 1954), xếp hạng thứ 8 trong số những người giàu nhất thế giới tính đến ngày 11 tháng 3 năm 2022.

## Danh sách 100 tỷ phú giàu nhất Trung Quốc năm 2022
Top 100 doanh nhân tỷ phú được liệt kê ở bảng dưới đây, bao gồm cả thứ hạng tại Trung Quốc đại lục (#TQ) và thứ hạng trên phạm vi thế giới (#TG), năm sinh, quốc tịch, giá trị tài sản ròng cũng như nguồn gốc tài sản:
| #TQ | #TG | Họ và tên               | Năm sinh (tuổi)                                | Giá trị tài sản (tỷ đô la Mỹ) | Nguồn gốc tài sản                                   | Tham chiếu |
| --- | --- | ----------------------- | ---------------------------------------------- | ----------------------------- | --------------------------------------------------- | ---------- |
| 1   | 17  | Chung Thiểm Thiểm       | Lỗi biểu thức: Dấu phân cách “{” không rõ ràng | 65.7 · -US$3.2B               | The chair of Nongfu Spring                          | [ 5 ]      |
| 2   | 25  | Zhang Yiming            | 42                                             | 50 · +US$14.4B                | The developer of TikTok                             | [ 6 ]      |
| 3   | 34  | Mã Hóa Đằng             | 53                                             | 37.2 · -US$28.6B              | The chair of Tencent                                | [ 7 ]      |
| 4   | 49  | He Xiangjian            | 82                                             | 28.3 · -US$9.4B               | Co-founder of Midea Group                           | [ 8 ]      |
| 5   | 55  | William Ding            | 53                                             | 25.2 · -US$7.8B               | The CEO of Netease                                  | [ 9 ]      |
| 6   | 56  | Wang Wei                | Lỗi biểu thức: Dấu phân cách “{” không rõ ràng | 24.3 · -US$14.7B              | The chair of S. F. Holding                          | [ 10 ]     |
| 7   | 59  | Qin Yinglin             | Lỗi biểu thức: Dấu phân cách “{” không rõ ràng | 24.1 · -US$8.9B               | The chair of Muyuan Foodstuff                       | [ 11 ]     |
| 8   | 62  | Li Shufu                | 62                                             | 23.7 · +US$4B                 | The chair of Geely                                  | [ 12 ]     |
| 9   | 67  | Mã Vân (Jack Ma)        | 62                                             | 22.8 · -US$25.6B              | The co-founder of Alibaba Group                     | [ 13 ]     |
| 10  | 79  | Huang Shilin            | Lỗi biểu thức: Dấu phân cách “{” không rõ ràng | 20.3 · +US$7.4B               | The vice-chairman of CATL                           | [ 14 ]     |
| 11  | 82  | Pang Kang               | Lỗi biểu thức: Dấu phân cách “{” không rõ ràng | 19.6 · -US$6.8B               | The chairman of Foshan Haitian Flavouring & Food Co | [ 15 ]     |
| 12  | 83  | Wang Chuanfu            | Lỗi biểu thức: Dấu phân cách “{” không rõ ràng | 19.5 · +US$3.2B               | The co-founder of BYD Auto                          | [ 16 ]     |
| 13  | 85  | Yang Huiyan & family    | Lỗi biểu thức: Dấu phân cách “{” không rõ ràng | 18.7 · -US$10.9B              | Owns 57 % of Country Garden's stakes                | [ 17 ]     |
| 14  | 88  | Fan Hongwei & family    | Lỗi biểu thức: Dấu phân cách “{” không rõ ràng | 18.2                          | Hengli Group                                        | [ 18 ]     |
| 15  | 91  | Jiang Rensheng          | Lỗi biểu thức: Dấu phân cách “{” không rõ ràng | 17.7 · -US$6.7B               | The founder of Foshan Haitian Flavouring & Food Co  | [ 19 ]     |
| 16  | 91  | Wang Wenyin             | Lỗi biểu thức: Dấu phân cách “{” không rõ ràng | 17.7 · +US$4.5B               | The chairman of Amer International Group            | [ 20 ]     |
| 17  | 99  | Sun Piaoyang            | Lỗi biểu thức: Dấu phân cách “{” không rõ ràng | 17.1 · -US$1.8B               | The head of Jiangsu Hengrui Medicine                | [ 21 ]     |
| 18  | 100 | Luo Liguo               | Lỗi biểu thức: Dấu phân cách “{” không rõ ràng | 17.1 · +US$12.8B              | The chair of Hoshine Silicon Industry               | [ 22 ]     |
| 19  | 114 | Lu Xiangyang            | Lỗi biểu thức: Dấu phân cách “{” không rõ ràng | 15.7 · +US$6.6B               | Automobiles, batteries                              | [ 23 ]     |
| 20  | 116 | Wei Jianjun             | Lỗi biểu thức: Dấu phân cách “{” không rõ ràng | 15.5                          | The head of Great Wall Motor                        | [ 24 ]     |
| 21  | 119 | Wu Yajun                | Lỗi biểu thức: Dấu phân cách “{” không rõ ràng | 15.3 · -US$3B                 | Cofounder of Longfor Properties                     | [ 25 ]     |
| 22  | 126 | Dang Yanbao             | Lỗi biểu thức: Dấu phân cách “{” không rõ ràng | 15.3 · +US$2.1B               | Coal                                                | [ 26 ]     |
| 23  | 134 | Liu Hanyuan             | Lỗi biểu thức: Dấu phân cách “{” không rõ ràng | 13.65 · +US$3.35B             | Agribusiness                                        | [ 27 ]     |
| 24  | 138 | Liu Yongxing            | Lỗi biểu thức: Dấu phân cách “{” không rõ ràng | 13.65 · +US$6.7B              | Diversified                                         | [ 28 ]     |
| 25  | 138 | Wang Jianlin            | Lỗi biểu thức: Dấu phân cách “{” không rõ ràng | 13.2 · -US$1.6B               | Real estate                                         | [ 29 ]     |
| 26  | 142 | Li Zhenguo & family     | Lỗi biểu thức: Dấu phân cách “{” không rõ ràng | 12.9 · +US$2.4B               | Solar wafers and modules                            | [ 30 ]     |
| 27  | 144 | Zhang Zhidong           | Lỗi biểu thức: Dấu phân cách “{” không rõ ràng | 12.8 · -US$10.6B              | Internet media                                      | [ 31 ]     |
| 28  | 146 | Chen Bang               | Lỗi biểu thức: Dấu phân cách “{” không rõ ràng | 12.7 · -US$5.2B               | Hospitals                                           | [ 32 ]     |
| 29  | 146 | Pei Zhenhua             | Lỗi biểu thức: Dấu phân cách “{” không rõ ràng | 12.5 · +US$5B                 | Batteries                                           | [ 33 ]     |
| 30  | 154 | Lin Jianhua & family    | Lỗi biểu thức: Dấu phân cách “{” không rõ ràng | 12.1 · +US$6.2B               | Solar panel components                              | [ 34 ]     |
| 31  | 163 | Lei Jun                 | Lỗi biểu thức: Dấu phân cách “{” không rõ ràng | 11.7 · -US$11.3B              | Smartphones                                         | [ 35 ]     |
| 32  | 173 | Colin Huang             | 45                                             | 11.3 · -US$44B                | E-commerce                                          | [ 36 ]     |
| 33  | 173 | Jin Baofang             | Lỗi biểu thức: Dấu phân cách “{” không rõ ràng | 11.3 · +US$7.4B               | Solar panels                                        | [ 37 ]     |
| 34  | 179 | Wang Xing               | 46                                             | 11 · -US$15.1B                | E-commerce                                          | [ 38 ]     |
| 35  | 188 | Richard Liu             | 46                                             | 10.5 · -US$11.9B              | E-commerce                                          | [ 39 ]     |
| 36  | 192 | Shuirong Li             | Lỗi biểu thức: Dấu phân cách “{” không rõ ràng | 10.3 · +US$8.1B               | Petrochemicals                                      | [ 40 ]     |
| 37  | 197 | Yu Renrong              | Lỗi biểu thức: Dấu phân cách “{” không rõ ràng | 10 · -US$2.3B                 | Semiconductors                                      | [ 41 ]     |
| 38  | 201 | Qi Shi                  | Lỗi biểu thức: Dấu phân cách “{” không rõ ràng | 9.9 · -US$0.5B                | Financial information                               | [ 42 ]     |
| 39  | 206 | Wang Laisheng           | Lỗi biểu thức: Dấu phân cách “{” không rõ ràng | 9.8 · -US$1B                  | Electronics components                              | [ 43 ]     |
| 40  | 214 | Wang Laichun            | Lỗi biểu thức: Dấu phân cách “{” không rõ ràng | 9.5 · -US$1.2B                | Electronics components                              | [ 44 ]     |
| 41  | 218 | Zheng Shuliang & family | Lỗi biểu thức: Dấu phân cách “{” không rõ ràng | 9.4 · +US$0.8B                | Aluminum products                                   | [ 45 ]     |
| 42  | 220 | Cao Renxian             | Lỗi biểu thức: Dấu phân cách “{” không rõ ràng | 9.3 · +US$4B                  | Photovoltaic equipment                              | [ 46 ]     |
| 43  | 223 | Liu Yonghao             | Lỗi biểu thức: Dấu phân cách “{” không rõ ràng | 9.1 · -US$3B                  | Agribusiness                                        | [ 47 ]     |
| 44  | 235 | Hui Ka Yan              | 66                                             | 8.8 · -US$18.9B               | Real estate                                         | [ 48 ]     |
| 45  | 235 | Zong Qinghou            | Lỗi biểu thức: Dấu phân cách “{” không rõ ràng | 8.8                           | Beverages                                           | [ 49 ]     |
| 46  | 241 | Cai Kui                 | Lỗi biểu thức: Dấu phân cách “{” không rõ ràng | 8.7 · -US$1.7B                | Real estate                                         | [ 50 ]     |
| 47  | 241 | Gao Jifan               | Lỗi biểu thức: Dấu phân cách “{” không rõ ràng | 8.7 · +US$6.3B                | Salar equipment                                     | [ 51 ]     |
| 48  | 246 | Wang Liping             | Lỗi biểu thức: Dấu phân cách “{” không rõ ràng | 8.8 · -US$4.5B                | Salar equipment                                     | [ 52 ]     |
| 49  | 254 | Liu Jincheng            | Lỗi biểu thức: Dấu phân cách “{” không rõ ràng | 8.4 · -US$0.3B                | Lithium batteries                                   | [ 53 ]     |
| 50  | 254 | Ma Jianrong & family    | Lỗi biểu thức: Dấu phân cách “{” không rõ ràng | 8.4 · -US$4.1B                | Textiles                                            | [ 54 ]     |
| 51  | 275 | Yao Liangsong           | Lỗi biểu thức: Dấu phân cách “{” không rõ ràng | 8.1 · -US$1.5B                | Furniture                                           | [ 55 ]     |
| 52  | 275 | Zhong Huijuan           | Lỗi biểu thức: Dấu phân cách “{” không rõ ràng | 8.1 · -US$11.6B               | Pharmaceuticals                                     | [ 56 ]     |
| 53  | 296 | Ding Shizhong           | Lỗi biểu thức: Dấu phân cách “{” không rõ ràng | 7.8 · -US$1.6B                | Sports apparel                                      | [ 57 ]     |
| 54  | 296 | Liang Wengen            | Lỗi biểu thức: Dấu phân cách “{” không rõ ràng | 7.8 · -US$6.3B                | Construction equipment                              | [ 58 ]     |
| 55  | 304 | Ding Shijia             | Lỗi biểu thức: Dấu phân cách “{” không rõ ràng | 7.7 · -US$1.6B                | Sports apparel                                      | [ 59 ]     |
| 56  | 304 | Xu Shihui               | Lỗi biểu thức: Dấu phân cách “{” không rõ ràng | 7.7 · -US$1B                  | Snacks, beverages                                   | [ 60 ]     |
| 57  | 336 | Qian Dongqi & family    | Lỗi biểu thức: Dấu phân cách “{” không rõ ràng | 7.1 · +US$1B                  | Home-cleaning robots                                | [ 61 ]     |
| 58  | 343 | Deng Weiming            | Lỗi biểu thức: Dấu phân cách “{” không rõ ràng | 7 · +US$4.2B                  | Battery component                                   | [ 62 ]     |
| 59  | 343 | Robin Li                | Lỗi biểu thức: Dấu phân cách “{” không rõ ràng | 7 · -US$7.7B                  | Internet search                                     | [ 63 ]     |
| 60  | 350 | Jiang Bin               | Lỗi biểu thức: Dấu phân cách “{” không rõ ràng | 6.9 · +US$0.7B                | Acoustic components                                 | [ 64 ]     |
| 61  | 386 | Chen Jianhua            | Lỗi biểu thức: Dấu phân cách “{” không rõ ràng | 6.5 · -US$4.1B                | Chemicals                                           | [ 65 ]     |
| 62  | 386 | Ruan Hongliang & family | Lỗi biểu thức: Dấu phân cách “{” không rõ ràng | 6.5 · +US$0.8B                | Glass                                               | [ 66 ]     |
| 63  | 398 | Cheng Xue               | Lỗi biểu thức: Dấu phân cách “{” không rõ ràng | 6.4 · -US$2.3B                | Soy sauce                                           | [ 67 ]     |
| 64  | 398 | Jiang Weiping           | Lỗi biểu thức: Dấu phân cách “{” không rõ ràng | 6.4 · +US$2.3B                | Chemicals                                           | [ 68 ]     |
| 65  | 398 | Li Xiaohua & family     | Lỗi biểu thức: Dấu phân cách “{” không rõ ràng | 6.3 · +US$3.5B                | Chemicals                                           | [ 69 ]     |
| 66  | 403 | Miao Hangen             | Lỗi biểu thức: Dấu phân cách “{” không rõ ràng | 6.3 · +US$1.8B                | Textiles                                            | [ 70 ]     |
| 67  | 418 | Lin Li                  | Lỗi biểu thức: Dấu phân cách “{” không rõ ràng | 6.1 · +US$1.2B                | Investments                                         | [ 71 ]     |
| 68  | 418 | Zhao Yan                | Lỗi biểu thức: Dấu phân cách “{” không rõ ràng | 7.6 · -US$1.5B                | Biotech                                             | [ 72 ]     |
| 69  | 431 | Jian Jun                | Lỗi biểu thức: Dấu phân cách “{” không rõ ràng | 5.9 · +US$0.3B                | Biomedical products                                 | [ 73 ]     |
| 70  | 460 | Tse Ping                | Lỗi biểu thức: Dấu phân cách “{” không rõ ràng | 5.7 · -US$3.2B                | Biotech                                             | [ 74 ]     |
| 71  | 471 | Xu Jinfu                | Lỗi biểu thức: Dấu phân cách “{” không rõ ràng | 5.6 · +US$2.8B                | Chemicals                                           | [ 75 ]     |
| 72  | 490 | Chen Zhiping            | Lỗi biểu thức: Dấu phân cách “{” không rõ ràng | 5.4 · -US$10.5B               | E-cigarrets                                         | [ 76 ]     |
| 73  | 490 | Li Chunan               | Lỗi biểu thức: Dấu phân cách “{” không rõ ràng | 5.4 · -US$0.4B                | Renewable energy                                    | [ 77 ]     |
| 74  | 490 | Lin Muqin & family      | Lỗi biểu thức: Dấu phân cách “{” không rõ ràng | 5.4                           | Beverages                                           | [ 78 ]     |
| 75  | 490 | Wang Wenjing            | Lỗi biểu thức: Dấu phân cách “{” không rõ ràng | 5.4 · -US$1.2B                | Business software                                   | [ 79 ]     |
| 76  | 490 | Chris Xu                | Lỗi biểu thức: Dấu phân cách “{” không rõ ràng | 5.4                           | E-commerce                                          | [ 80 ]     |
| 77  | 509 | Shen Guojun             | Lỗi biểu thức: Dấu phân cách “{” không rõ ràng | 5.3                           | Retail                                              | [ 81 ]     |
| 78  | 523 | Chen Fashu              | Lỗi biểu thức: Dấu phân cách “{” không rõ ràng | 5.2 · -US$0.7B                | Investments                                         | [ 82 ]     |
| 79  | 523 | Li Liangbin             | Lỗi biểu thức: Dấu phân cách “{” không rõ ràng | 5.2 · +US$1.5B                | Lithum                                              | [ 83 ]     |
| 80  | 523 | Liang Feng              | Lỗi biểu thức: Dấu phân cách “{” không rõ ràng | 5.2 · +US$1.5B                | Manufacturing                                       | [ 84 ]     |
| 81  | 523 | You Xiaoping            | Lỗi biểu thức: Dấu phân cách “{” không rõ ràng | 5.2 · -US$1.1B                | Chemicals, spandex                                  | [ 85 ]     |
| 82  | 536 | Chan Laiwa & family     | Lỗi biểu thức: Dấu phân cách “{” không rõ ràng | 5.1 · -US$0.7B                | Real estate                                         | [ 86 ]     |
| 83  | 536 | Wang Junshi & family    | Lỗi biểu thức: Dấu phân cách “{” không rõ ràng | 5.1 · +US$3.3B                | Solar investments                                   | [ 87 ]     |
| 84  | 536 | Wang Yanqing & family   | Lỗi biểu thức: Dấu phân cách “{” không rõ ràng | 5.1 · +US$0.9B                | Electrical equipment                                | [ 88 ]     |
| 85  | 552 | Wei Fang                | Lỗi biểu thức: Dấu phân cách “{” không rõ ràng | 5 · +US$0.8B                  | Steel                                               | [ 89 ]     |
| 86  | 552 | Xiao Yongming           | Lỗi biểu thức: Dấu phân cách “{” không rõ ràng | 5 · +US$3.5B                  | Fertilizer                                          | [ 90 ]     |
| 87  | 552 | Zhang Tao               | Lỗi biểu thức: Dấu phân cách “{” không rõ ràng | 5 · -US$7.5B                  | E-commerce                                          | [ 91 ]     |
| 88  | 586 | Hu Baifan               | Lỗi biểu thức: Dấu phân cách “{” không rõ ràng | 4.8 · +US$0.3B                | Pharmaceuticals                                     | [ 92 ]     |
| 89  | 586 | Leng Youbin             | Lỗi biểu thức: Dấu phân cách “{” không rõ ràng | 4.8 · -US$5.8B                | Infant formula                                      | [ 93 ]     |
| 90  | 586 | Frank Wang              | Lỗi biểu thức: Dấu phân cách “{” không rõ ràng | 4.8                           | Drones                                              | [ 94 ]     |
| 91  | 586 | Wang Junlin             | Lỗi biểu thức: Dấu phân cách “{” không rõ ràng | 4.8 · -US$1.5B                | Liquor                                              | [ 95 ]     |
| 92  | 586 | Yang Shaopeng           | Lỗi biểu thức: Dấu phân cách “{” không rõ ràng | 4.8 · +US$1.2B                | Shipping                                            | [ 96 ]     |
| 93  | 601 | Chu Mang Yee & family   | Lỗi biểu thức: Dấu phân cách “{” không rõ ràng | 4.7 · -US$1.2B                | Real estate                                         | [ 97 ]     |
| 94  | 601 | Lai Meisong             | Lỗi biểu thức: Dấu phân cách “{” không rõ ràng | 4.7 · -US$2.6B                | Package delivery                                    | [ 98 ]     |
| 95  | 601 | Yu Yong                 | Lỗi biểu thức: Dấu phân cách “{” không rõ ràng | 4.7 · -US$0.6B                | Mining                                              | [ 99 ]     |
| 96  | 622 | Lin Xiucheng & family   | Lỗi biểu thức: Dấu phân cách “{” không rõ ràng | 4.6 · -US$0.4B                | Electronics                                         | [ 100 ]    |
| 97  | 622 | Zhu Baoguo              | Lỗi biểu thức: Dấu phân cách “{” không rõ ràng | 4.6 · +US$0.1B                | Pharmaceuticals                                     | [ 101 ]    |
| 98  | 637 | Guo Guangchang          | Lỗi biểu thức: Dấu phân cách “{” không rõ ràng | 4.5 · -US$2.4B                | Conglomerate                                        | [ 102 ]    |
| 99  | 637 | Xie Liangzhi            | Lỗi biểu thức: Dấu phân cách “{” không rõ ràng | 4.5 · -US$2.4B                | Biotech                                             | [ 103 ]    |
| 100 | 637 | Trương Đức Quân         | Lỗi biểu thức: Dấu phân cách “{” không rõ ràng | 4.5                           | Điện tử                                             | [ 104 ]    |

Nguồn: Tạp chí Forbes

## Danh sách 30 tỷ phú giàu nhất Trung Quốc năm 2021
Chú thích:

     Tỷ phú lĩnh vực bất động sản
| Thứ hạng | Họ và tên              | Năm sinh | Giá trị tài sản (tỷ đô la Mỹ) | Quốc tịch  | Nguồn gốc tài sản     |
| -------- | ---------------------- | -------- | ----------------------------- | ---------- | --------------------- |
| 1        | Chung Thiểm Thiểm      | 1954     | 68,9                          | Trung Quốc | Đồ uống, dược phẩm    |
| 2        | Mã Hóa Đằng            | 1971     | 65,8                          | Trung Quốc | Truyền thông Internet |
| 3        | Hoàng Tranh            | 1980     | 55,3                          | Trung Quốc | Thương mại điện tử    |
| 4        | Mã Vân (Jack Ma)       | 1964     | 48,4                          | Trung Quốc | Thương mại điện tử    |
| 5        | Vương Vệ               | 1970     | 39,0                          | Trung Quốc | Vận chuyển đóng gói   |
| 6        | Hà Hưởng Kiện          | 1942     | 37,7                          | Trung Quốc | Thiết bị gia dụng     |
| 7        | Trương Nhất Minh       | 1983     | 35,6                          | Trung Quốc | Truyền thông Internet |
| 8        | Tần Anh Lâm            | 1965     | 33,5                          | Trung Quốc | Chăn nuôi lợn         |
| 9        | Đinh Lỗi               | 1971     | 33,0                          | Trung Quốc | Trò chơi trực tuyến   |
| 10       | Dương Huệ Nghiên       | 1981     | 29,6                          | Trung Quốc | Bất động sản          |
| 11       | Tăng Dục Quần          | 1968     | 28,4                          | Trung Quốc | Ắc quy                |
| 12       | Hứa Gia Ấn             | 1958     | 27,7                          | Trung Quốc | Bất động sản          |
| 13       | Bàng Khang             | 1956     | 26,4                          | Trung Quốc | Kinh doanh nông sản   |
| 14       | Vương Hưng             | 1979     | 26,1                          | Trung Quốc | Thương mại điện tử    |
| 15       | Tưởng Nhân Sinh        | 1953     | 24,4                          | Trung Quốc | Vắc-xin               |
| 16       | Trương Chí Đông        | 1972     | 23,4                          | Trung Quốc | Truyền thông Internet |
| 17       | Lôi Quân               | 1969     | 23,0                          | Trung Quốc | Điện tử               |
| 18       | Lưu Cường Đông         | 1973     | 22,4                          | Trung Quốc | Thương mại điện tử    |
| 19       | Lý Tây Đình            | 1951     | 21,5                          | Trung Quốc | Thiết bị y tế         |
| 20       | Lý Thư Phúc            | 1963     | 19,7                          | Trung Quốc | Ô tô                  |
| 20       | Chung Huệ Quyên        | 1961     | 19,7                          | Trung Quốc | Dược phẩm             |
| 22       | Từ Hàng                | 1965     | 19,5                          | Trung Quốc | Thiết bị y tế         |
| 23       | Tôn Phiêu Dương        | 1958     | 18,9                          | Trung Quốc | Dược phẩm             |
| 24       | Ngô Á Quân             | 1964     | 18,3                          | Trung Quốc | Bất động sản          |
| 25       | Phạm Hồng Vệ           | 1967     | 18,2                          | Trung Quốc | Hóa dầu               |
| 26       | Trần Bang (陈邦)       | 1965     | 17,9                          | Trung Quốc | Bệnh viện             |
| 27       | Tú Hoa                 | 1982     | 17,8                          | Trung Quốc | Truyền phát video     |
| 28       | Vương Truyền Phúc      | 1966     | 16,3                          | Trung Quốc | Ắc quy, ô tô          |
| 29       | Trần Chí Bình (陈志平) | 1975     | 15,9                          | Trung Quốc | Thuốc lá điện tử      |
| 30       | Ngụy Kiến Quân         | 1964     | 15,9                          | Trung Quốc | Ô tô                  |

Nguồn: Tạp chí Forbes

## Danh sách 30 tỷ phú giàu nhất Trung Quốc năm 2019
Chú thích:

     Tỷ phú lĩnh vực bất động sản
| Thứ hạng | Họ và tên                | Năm sinh | Giá trị tài sản (tỷ đô la Mỹ) | Quốc tịch  | Nguồn gốc tài sản              |
| -------- | ------------------------ | -------- | ----------------------------- | ---------- | ------------------------------ |
| 1        | Mã Hóa Đằng              | 1971     | 40,5                          | Trung Quốc | Truyền thông Internet          |
| 2        | Mã Vân                   | 1964     | 37,2                          | Trung Quốc | Thương mại điện tử             |
| 3        | Hứa Gia Ấn               | 1958     | 36,2                          | Trung Quốc | Bất động sản                   |
| 4        | Vương Kiện Lâm           | 1954     | 22,6                          | Trung Quốc | Bất động sản                   |
| 5        | Dương Huệ Nghiên         | 1981     | 22,1                          | Trung Quốc | Bất động sản                   |
| 6        | Hà Hưởng Kiện            | 1942     | 19,8                          | Trung Quốc | Thiết bị gia dụng              |
| 7        | Trương Nhất Minh         | 1983     | 16,2                          | Trung Quốc | Truyền thông Internet          |
| 8        | Đinh Lỗi                 | 1971     | 14,7                          | Trung Quốc | Trò chơi trực tuyến            |
| 9        | Lý Thư Phúc              | 1963     | 13,6                          | Trung Quốc | Ô tô                           |
| 10       | Hoàng Tranh              | 1980     | 13,5                          | Trung Quốc | Thương mại điện tử             |
| 11       | Trương Chí Đông          | 1972     | 13,3                          | Trung Quốc | Truyền thông Internet          |
| 12       | Vương Vệ                 | 1970     | 12,1                          | Trung Quốc | Vận chuyển đóng gói            |
| 13       | Vương Văn Ngân           | 1968     | 11                            | Trung Quốc | Khai thác mỏ, sản phẩm từ đồng |
| 14       | Lôi Quân                 | 1969     | 9,6                           | Trung Quốc | Điện tử                        |
| 15       | Lý Ngạn Hoành            | 1968     | 9,6                           | Trung Quốc | Tìm kiếm Internet              |
| 16       | Ngô Á Quân               | 1964     | 9,4                           | Trung Quốc | Bất động sản                   |
| 17       | Hứa Thế Huy              | 1958     | 9,3                           | Trung Quốc | Thức ăn nhẹ, đồ uống           |
| 18       | Bàng Khang               | 1956     | 8,9                           | Trung Quốc | Kinh doanh nông sản            |
| 19       | Tôn Phiêu Dương          | 1958     | 8,4                           | Trung Quốc | Dược phẩm                      |
| 20       | Tông Khánh Hậu           | 1945     | 8,4                           | Trung Quốc | Đồ uống                        |
| 21       | Mã Kiến Vinh             | 1965     | 7,8                           | Trung Quốc | Dệt may                        |
| 22       | Diêu Chấn Hoa            | 1970     | 7,2                           | Trung Quốc | Tập đoàn kinh doanh            |
| 23       | Trương Cận Đông          | 1963     | 6,8                           | Trung Quốc | Thương mại điện tử             |
| 24       | Quách Quảng Xương        | 1967     | 6,7                           | Trung Quốc | Tập đoàn kinh doanh            |
| 25       | Kỷ Hải Bằng              | 1965     | 6,6                           | Trung Quốc | Bất động sản                   |
| 26       | Lưu Cường Đông           | 1973     | 6                             | Trung Quốc | Thương mại điện tử             |
| 27       | Trần Lệ Hoa              | 1941     | 5,8                           | Trung Quốc | Bất động sản                   |
| 28       | Từ Hàng                  | 1965     | 5,8                           | Trung Quốc | Dược phẩm                      |
| 29       | Lưu Vĩnh Hảo             | 1952     | 5,7                           | Trung Quốc | Kinh doanh nông sản            |
| 30       | Trương Bang Hâm (张邦鑫) | 1981     | 5,7                           | Trung Quốc | Giáo dục                       |

## Danh sách 30 tỷ phú giàu nhất Trung Quốc năm 2017
Chú thích:

     Tỷ phú lĩnh vực bất động sản
| Thứ hạng | Họ và tên         | Năm sinh | Giá trị tài sản (tỷ đô la Mỹ) | Quốc tịch  | Nguồn gốc tài sản              |
| -------- | ----------------- | -------- | ----------------------------- | ---------- | ------------------------------ |
| 1        | Hứa Gia Ấn        | 1958     | 42,5                          | Trung Quốc | Bất động sản                   |
| 2        | Mã Hoá Đằng       | 1971     | 39                            | Trung Quốc | Truyền thông Internet          |
| 3        | Mã Vân            | 1964     | 38,6                          | Trung Quốc | Thương mại điện tử             |
| 4        | Vương Kiện Lâm    | 1954     | 25,2                          | Trung Quốc | Bất động sản                   |
| 5        | Vương Vệ          | 1970     | 22,3                          | Trung Quốc | Vận chuyển đóng gói            |
| 6        | Dương Huệ Nghiên  | 1981     | 20,7                          | Trung Quốc | Bất động sản                   |
| 7        | Hà Hưởng Kiện     | 1942     | 18,7                          | Trung Quốc | Thiết bị gia dụng              |
| 8        | Lý Ngạn Hoành     | 1968     | 17,1                          | Trung Quốc | Tìm kiếm Internet              |
| 9        | Đinh Lỗi          | 1971     | 16,9                          | Trung Quốc | Trò chơi trực tuyến            |
| 10       | Lý Thư Phúc       | 1963     | 16,5                          | Trung Quốc | Ô tô                           |
| 11       | Vương Văn Ngân    | 1968     | 13,5                          | Trung Quốc | Khai thác mỏ, sản phẩm từ đồng |
| 12       | Trương Chí Đông   | 1972     | 13,4                          | Trung Quốc | Truyền thông Internet          |
| 13       | Chu Quần Phi      | 1970     | 10,6                          | Trung Quốc | Màn hình điện thoại thông minh |
| 14       | Tôn Hoành Bân     | 1963     | 10,4                          | Trung Quốc | Bất động sản                   |
| 15       | Cung Hồng Gia     | 1965     | 10,3                          | Trung Quốc | Đầu tư                         |
| 16       | Quách Quảng Xương | 1967     | 10                            | Trung Quốc | Tập đoàn kinh doanh            |
| 17       | Hứa Thế Huy       | 1958     | 9,5                           | Trung Quốc | Thức ăn nhẹ, đồ uống           |
| 18       | Lưu Cường Đông    | 1973     | 9,4                           | Trung Quốc | Thương mại điện tử             |
| 19       | Phan Chính Dân    | 1969     | 9,3                           | Trung Quốc | Điện tử                        |
| 20       | Tông Khánh Hậu    | 1945     | 9,1                           | Trung Quốc | Đồ uống                        |
| 21       | Diêu Chấn Hoa     | 1970     | 8,2                           | Trung Quốc | Tập đoàn kinh doanh            |
| 22       | Hứa Vinh Mậu      | 1950     | 7,2                           | Trung Quốc | Bất động sản                   |
| 23       | Tôn Phiêu Dương   | 1958     | 7,1                           | Trung Quốc | Dược phẩm                      |
| 24       | Ngô Á Quân        | 1964     | 6,9                           | Trung Quốc | Bất động sản                   |
| 25       | Lôi Quân          | 1969     | 6,8                           | Trung Quốc | Điện thoại thông minh          |
| 26       | Yan Zhi           | 1972     | 6,7                           | Trung Quốc | Bất động sản                   |
| 27       | Zhang Jinmei      |          | 6,5                           | Trung Quốc | Tập đoàn kinh doanh            |
| 28       | Lưu Vĩnh Hành     | 1948     | 6,4                           | Trung Quốc | Kinh doanh nông sản            |
| 29       | Vương Văn Học     | 1967     | 6,35                          | Trung Quốc | Bất động sản                   |
| 30       | Ngụy Kiến Quân    | 1964     | 6,2                           | Trung Quốc | Ô tô                           |

Nguồn: Tạp chí Forbes

## Danh sách 50 tỷ phú giàu nhất Trung Quốc năm 2015
| Thứ hạng | Họ và tên          | Năm sinh | Giá trị tài sản (tỷ đô la Mỹ) | Quốc tịch  | Nguồn gốc tài sản              |
| -------- | ------------------ | -------- | ----------------------------- | ---------- | ------------------------------ |
| 1        | Mã Vân             | 1964     | 40                            | Trung Quốc | Thương mại điện tử             |
| 2        | Vương Kiện Lâm     | 1954     | 24,2                          | Trung Quốc | Bất động sản                   |
| 3        | Lý Hà Quân         | 1967     | 21,1                          | Trung Quốc | Thiết bị năng lượng mặt trời   |
| 4        | Mã Hóa Đằng        | 1971     | 16,1                          | Trung Quốc | Truyền thông Internet          |
| 5        | Lý Ngạn Hoành      | 1968     | 15,3                          | Trung Quốc | Tìm kiếm Internet              |
| 6        | Lôi Quân           | 1969     | 13,2                          | Trung Quốc | Điện thoại thông minh          |
| 7        | Tông Khánh Hậu     | 1945     | 10,3                          | Trung Quốc | Đồ uống                        |
| 8        | Hà Hưởng Kiện      | 1942     | 9,9                           | Trung Quốc | Thiết bị gia dụng              |
| 9        | Vương Văn Ngân     | 1968     | 9,9                           | Trung Quốc | Khai thác mỏ, sản phẩm từ đồng |
| 10       | Ngụy Kiến Quân     | 1964     | 8,9                           | Trung Quốc | Ô tô                           |
| 11       | Lưu Cường Đông     | 1973     | 7,4                           | Trung Quốc | Thương mại điện tử             |
| 12       | Vương Tĩnh         | 1972     | 6,9                           | Trung Quốc | Dịch vụ viễn thông             |
| 13       | Đinh Lỗi           | 1971     | 6,6                           | Trung Quốc | Trò chơi trực tuyến            |
| 14       | Lưu Vĩnh Hành      | 1948     | 6,6                           | Trung Quốc | Kinh doanh nông sản            |
| 15       | Hứa Gia Ấn         | 1958     | 6,2                           | Trung Quốc | Bất động sản                   |
| 16       | Trần Lệ Hoa        | 1941     | 6,1                           | Trung Quốc | Bất động sản                   |
| 17       | Lư Chí Cường       | 1952     | 5,9                           | Trung Quốc | Đa dạng                        |
| 18       | Trương Chí Đông    | 1972     | 5,8                           | Trung Quốc | Truyền thông Internet          |
| 19       | Quách Quảng Xương  | 1967     | 5,7                           | Trung Quốc | Đa dạng                        |
| 20       | Lỗ Quan Cầu        | 1945     | 5,1                           | Trung Quốc | Đa dạng                        |
| 21       | Dương Huệ Nghiên   | 1981     | 5                             | Trung Quốc | Bất động sản                   |
| 22       | Lương Ổn Căn       | 1956     | 4,9                           | Trung Quốc | Máy móc xây dựng               |
| 23       | Chu Kiến Bình      | 1957     | 4,8                           | Trung Quốc | Hàng may mặc                   |
| 24       | Lưu Vĩnh Hảo       | 1952     | 4,7                           | Trung Quốc | Kinh doanh nông sản            |
| 25       | Đồng Cẩm Toàn      | 1954     | 4,7                           | Trung Quốc | Bất động sản                   |
| 26       | Vương Vệ           | 1970     | 4,2                           | Trung Quốc | Dịch vụ vận chuyển đóng gói    |
| 27       | Trương Cận Đông    | 1963     | 4,2                           | Trung Quốc | Bán lẻ thiết bị                |
| 28       | Trương Sĩ Bình     | 1946     | 4,1                           | Trung Quốc | Sản phẩm nhôm                  |
| 29       | Tôn Quảng Tín      | 1962     | 4                             | Trung Quốc | Đa dạng                        |
| 30       | Sử Ngọc Trụ        | 1962     | 3,9                           | Trung Quốc | Trò chơi trực tuyến, đầu tư    |
| 31       | Vương Truyền Phúc  | 1966     | 3,9                           | Trung Quốc | Ắc quy, ô tô                   |
| 32       | Hoàng Vỹ           | 1959     | 3,7                           | Trung Quốc | Bất động sản                   |
| 33       | Khâu Quang Hòa     | 1951     | 3,6                           | Trung Quốc | Bán lẻ hàng may mặc            |
| 34       | Phan Chính Dân     | 1969     | 3,5                           | Trung Quốc | Điện tử                        |
| 35       | Trương Trường Hồng | 1958     | 3,5                           | Trung Quốc | Dịch vụ thông tin tài chính    |
| 36       | Ngô Á Quân         | 1964     | 3,4                           | Trung Quốc | Bất động sản                   |
| 37       | Trương Hân         | 1965     | 3,4                           | Trung Quốc | Bất động sản                   |
| 38       | Khương Tân         | 1966     | 3,3                           | Trung Quốc | Bộ phận loa                    |
| 39       | Lê Trung Trù       | 1964     | 3,3                           | Trung Quốc | Phần mềm                       |
| 40       | Bàng Khang         | 1956     | 3,3                           | Trung Quốc | Sản xuất xì dầu                |
| 41       | Giả Dược Đình      | 1973     | 3,2                           | Trung Quốc | Video trực tuyến               |
| 42       | Vương Văn Học      | 1967     | 3,2                           | Trung Quốc | Bất động sản                   |
| 43       | Chu Hưng Lương     | 1959     | 3,2                           | Trung Quốc | Xây dựng                       |
| 44       | Hoàng Như Luận     | 1951     | 3,1                           | Trung Quốc | Bất động sản                   |
| 45       | Vu Vịnh            | 1961     | 3,1                           | Trung Quốc | Đầu tư khai thác mỏ            |
| 46       | Vương Văn Kinh     | 1964     | 2,9                           | Trung Quốc | Phần mềm doanh nghiệp          |
| 47       | Tiết Hướng Đông    | 1958     | 2,9                           | Trung Quốc | Phần mềm                       |
| 48       | Trần Phát Thụ      | 1961     | 2,8                           | Trung Quốc | Khai thác mỏ, đại siêu thị     |
| 49       | Hứa Liên Tiệp      | 1953     | 2,8                           | Trung Quốc | Sản phẩm vệ sinh               |
| 50       | Mã Kiến Vinh       | 1965     | 2,8                           | Trung Quốc |                                |

## Danh sách 15 tỷ phú giàu nhất Trung Quốc năm 2014
| Thứ hạng | Họ và tên      | Năm sinh | Giá trị tài sản (tỷ đô la Mỹ) | Quốc tịch  | Nguồn gốc tài sản     | Thứ hạng toàn cầu năm 2014 |
| -------- | -------------- | -------- | ----------------------------- | ---------- | --------------------- | -------------------------- |
| 1        | Mã Vân         | 1964     | 20,1                          | Trung Quốc | Thương mại điện tử    | 36                         |
| 2        | Vương Kiện Lâm | 1954     | 16,4                          | Trung Quốc | Bất động sản          | 57                         |
| 3        | Lý Ngạn Hoành  | 1968     | 15,5                          | Trung Quốc | Tìm kiếm Internet     | 62                         |
| 4        | Mã Hóa Đằng    | 1971     | 15                            | Trung Quốc | Truyền thông Internet | 69                         |
| 5        | Tông Khánh Hậu | 1945     | 12,2                          | Trung Quốc | Đồ uống               | 98                         |
| 6        | Vương Văn Ngân | 1968     | 10,6                          | Trung Quốc | Kim loại              | 118                        |
| 7        | Lý Hà Quân     | 1967     | 7,8                           | Trung Quốc | Năng lượng tái tạo    | 171                        |
| 8        | Lưu Cường Đông | 1973     | 7,6                           | Trung Quốc | Thương mại điện tử    | 176                        |
| 9        | Hà Hưởng Kiện  | 1942     | 7,6                           | Trung Quốc | Thiết bị gia dụng     | 178                        |
| 10       | Lưu Vĩnh Hành  | 1948     | 7,3                           | Trung Quốc | Kinh doanh nông sản   | 187                        |

## Danh sách 15 tỷ phú giàu nhất Trung Quốc năm 2012
| Thứ hạng | Họ và tên        | Năm sinh | Quốc tịch  | Giá trị tài sản (tỷ đô la Mỹ) | Nguồn gốc tài sản             | Thứ hạng toàn cầu năm 2013 |
| -------- | ---------------- | -------- | ---------- | ----------------------------- | ----------------------------- | -------------------------- |
| 1        | Tông Khánh Hậu   | 1945     | Trung Quốc | 10                            | Wahaha                        | 86                         |
| 2        | Lý Ngạn Hoành    | 1968     | Trung Quốc | 8,1                           | Baidu                         | 172                        |
| 3        | Vương Kiện Lâm   | 1954     | Trung Quốc | 8                             | Tập đoàn Vạn Đạt              | 128                        |
| 4        | Mã Hóa Đằng      | 1971     | Trung Quốc | 6,4                           | Tencent                       | 173                        |
| 5        | Ngô Á Quân       | 1964     | Trung Quốc | 6,2                           | Longfor Properties            | 299                        |
| 6        | Lương Ổn Căn     | 1956     | Trung Quốc | 5,9                           | Sany                          | 158                        |
| 7        | Lưu Vĩnh Hành    | 1948     | Trung Quốc | 5,8                           | Tập đoàn Hy vọng (Hope Group) | 198                        |
| 8        | Hứa Gia Ấn       | 1958     | Trung Quốc | 4,9                           | Tập đoàn Hằng Đại             | 209                        |
| 9        | Dương Huệ Nghiên | 1981     | Trung Quốc | 4,4                           | Bích Quế Viên                 | 211                        |
| 10       | Hứa Vinh Mậu     | 1950     | Trung Quốc | 4                             | Tập đoàn Thế Mậu              | 262                        |
| 11       | Mã Vân           | 1964     | Trung Quốc | 3,4                           | Tập đoàn Alibaba              | 395                        |
| 12       | Hà Hưởng Kiện    | 1942     | Trung Quốc | 3,3                           | Tập đoàn Midea                | 262                        |
| 13       | Trương Cận Đông  | 1963     | Trung Quốc | 3,2                           | Suning Appliance              | 412                        |
| 14       | Tôn Quảng Tín    | 1962     | Trung Quốc | 3,1                           | Xinjiang Guanghui Industry    | 329                        |
| 15       | Đinh Lỗi         | 1971     | Trung Quốc | 2,95                          | NetEase                       | 458                        |

## Danh sách 15 tỷ phú giàu nhất Trung Quốc năm 2011
| Thứ hạng | Họ và tên        | Năm sinh | Quốc tịch  | Giá trị tài sản (tỷ đô la Mỹ) | Nguồn gốc tài sản                          | Thứ hạng toàn cầu năm 2013 |
| -------- | ---------------- | -------- | ---------- | ----------------------------- | ------------------------------------------ | -------------------------- |
| 1        | Lương Ổn Căn     | 1956     | Trung Quốc | 9,3                           | Sany                                       | 158                        |
| 2        | Lý Ngạn Hoành    | 1968     | Trung Quốc | 9,2                           | Baidu                                      | 172                        |
| 3        | Lưu Vĩnh Hành    | 1948     | Trung Quốc | 6,8                           | Hope Group                                 | 198                        |
| 4        | Lưu Vĩnh Hảo     | 1952     | Trung Quốc | 6,6                           | New Hope Group                             | –                          |
| 5        | Tông Khánh Hậu   | 1945     | Trung Quốc | 6,5                           | Wahaha                                     | 86                         |
| 6        | Hứa Gia Ấn       | 1958     | Trung Quốc | 6,2                           | Tập đoàn Hằng Đại                          | 209                        |
| 7        | Ngô Á Quân       | 1964     | Trung Quốc | 6,2                           | Longfor Properties                         | 299                        |
| 8        | Trương Cận Đông  | 1963     | Trung Quốc | 5,6                           | Suning Appliance                           | –                          |
| 9        | Hà Hưởng Kiện    | 1942     | Trung Quốc | 5,5                           | Midea Group                                | 262                        |
| 10       | Khâu Quang Hòa   | 1951     | Trung Quốc | 4,8                           | Zhejiang Semir Garment                     | –                          |
| 11       | Dương Huệ Nghiên | 1981     | Trung Quốc | 4,5                           | Bích Quế Viên                              | –                          |
| 12       | Chu Thành Kiến   | 1966     | Trung Quốc | 4,4                           | Shanghai Metersbonwe Fashion & Accessories | –                          |
| 13       | Mã Hóa Đằng      | 1971     | Trung Quốc | 4,3                           | Tencent                                    | –                          |
| 14       | Trương Sĩ Bình   | 1946     | Trung Quốc | 4,2                           | China Hongqiao Group, Weiqiao Textile      | –                          |
| 15       | Vương Kiện Lâm   | 1954     | Trung Quốc | 4                             | Dalian Wanda Commercial Properties         | –                          |

## Danh sách các tỷ phú giàu nhất Trung Quốc năm 2010
| Thứ hạng | Họ và tên      | Năm sinh | Quốc tịch  | Giá trị tài sản (tỷ đô la Mỹ) | Nguồn gốc tài sản                |
| -------- | -------------- | -------- | ---------- | ----------------------------- | -------------------------------- |
| 1        | Tông Khánh Hậu | 1945     | Trung Quốc | 12                            | Wahaha                           |
| 2        | Li Li          | 1963     | Trung Quốc | 6,0                           | Shenzhen Hepalink Pharmaceutical |

Nguồn: Tin nhanh chứng khoán, Tạp chí Hurun Report

## Danh sách các tỷ phú giàu nhất Trung Quốc năm 2009
| Thứ hạng | Họ và tên         | Năm sinh | Quốc tịch  | Giá trị tài sản (tỷ đô la Mỹ) | Nguồn gốc tài sản |
| -------- | ----------------- | -------- | ---------- | ----------------------------- | ----------------- |
| 1        | Vương Truyền Phúc | 1966     | Trung Quốc | 5,1                           | BYD Auto          |
| 2        | Trương Nhân       | 1957     | Trung Quốc |                               | Giấy Cửu Long     |
| 12       | Tông Khánh Hậu    | 1945     | Trung Quốc |                               | Wahaha            |

Nguồn: Báo Cần Thơ Online, Tạp chí Hurun Report

## Danh sách 24 tỷ phú giàu nhất Trung Quốc năm 2008
| Thứ hạng | Họ và tên        | Năm sinh | Quốc tịch  | Giá trị tài sản (tỷ đô la Mỹ) | Nguồn gốc tài sản                          |
| -------- | ---------------- | -------- | ---------- | ----------------------------- | ------------------------------------------ |
| 1        | Lưu Vĩnh Hành    | 1948     | Trung Quốc | 3                             | East Hope Group                            |
| 2        | Hoàng Quang Ngọc | 1969     | Trung Quốc | 2                             | GOME Electrical Appliances                 |
| 3        | Dương Huệ Nghiên | 1981     | Trung Quốc | 2,22                          | Bích Quế Viên                              |
| 4        | Lưu Vĩnh Hảo     | 1952     | Trung Quốc | 2,2                           | New Hope Group                             |
| 5        | Chu Thành Kiến   | 1966     | Trung Quốc | 2                             | Shanghai Metersbonwe Fashion & Accessories |
| 6        | Trương Cận Đông  | 1963     | Trung Quốc | 1,8                           | Suning Appliances                          |
| 7        | Lý Ngạn Hoành    | 1968     | Trung Quốc | 1,7                           | Baidu                                      |
| 8        | Du Shuanghua     | 1964     | Trung Quốc | 1,6                           | Rizhao Steel                               |
| 9        | Mã Hóa Đằng      | 1971     | Trung Quốc | 1,58                          | Tencent                                    |
| 10       | Zhou Furen       | 1957     | Trung Quốc | 1,55                          | Xiyang Group                               |
| 11       | Lư Chí Cường     | 1952     | Trung Quốc | 1,52                          | China Oceanwide Holdings Group             |
| 12       | Thi Chính Vinh   | 1963     | Trung Quốc | 1,5                           | Suntech Power                              |
| 13       | Peng Xiaofeng    | 1975     | Trung Quốc | 1,41                          | LDK Solar                                  |
| 14       | Sử Ngọc Trụ      | 1962     | Trung Quốc | 1,4                           | Shanghai Jiante                            |
| 15       | Chu Lam Yiu      | 1969     | Trung Quốc | 1,4                           | Huabao                                     |
| 16       | Tông Khánh Hậu   | 1945     | Trung Quốc | 1,3                           | Tập đoàn Wahaha                            |
| 17       | Đinh Lỗi         | 1971     | Trung Quốc | 1,25                          | NetEase                                    |
| 18       | Hứa Vinh Mậu     | 1950     | Trung Quốc | 1,23                          | Tập đoàn Thế Mậu                           |
| 19       | Trương Hân       | 1965     | Trung Quốc | 1,21                          | Soho China                                 |
| 20       | Hà Hưởng Kiện    | 1942     | Trung Quốc | 1,15                          | Tập đoàn Midea                             |

Nguồn: Báo Dân trí

## Danh sách 66 tỷ phú giàu nhất Trung Quốc năm 2007
| Thứ hạng | Họ và tên        | Năm sinh | Quốc tịch  | Giá trị tài sản (tỷ đô la Mỹ) | Nguồn gốc tài sản          |
| -------- | ---------------- | -------- | ---------- | ----------------------------- | -------------------------- |
| 1        | Dương Huệ Nghiên | 1981     | Trung Quốc | 16                            | Bích Quế Viên              |
| 10       | Hoàng Quang Dụ   | 1969     | Trung Quốc |                               | GOME Electrical Appliances |
| 26       | Trương Tùng Kiều | 1964     | Trung Quốc |                               | C C Land                   |

Nguồn: Báo Công an nhân dân điện tử

## Danh sách các tỷ phú giàu nhất Trung Quốc năm 2006
| Thứ hạng | Họ và tên   | Năm sinh | Quốc tịch  | Giá trị tài sản (tỷ đô la Mỹ) | Nguồn gốc tài sản |
| -------- | ----------- | -------- | ---------- | ----------------------------- | ----------------- |
| 1        | Trương Nhân | 1957     | Trung Quốc | 3,4                           | Giấy Cửu Long     |

Nguồn: Báo Nhân Dân điện tử

## Danh sách 10 tỷ phú giàu nhất Trung Quốc năm 2005
| Thứ hạng | Họ và tên               | Năm sinh     | Quốc tịch       | Giá trị tài sản (tỷ nhân dân tệ) | Nguồn gốc tài sản          |
| -------- | ----------------------- | ------------ | --------------- | -------------------------------- | -------------------------- |
| 1        | Hoàng Quang Dụ          | 1969         | Trung Quốc      | 140 (tương đương 1,0 tỷ USD)     | GOME Electrical Appliances |
| 2        | Nghiêm Giới Hòa         | 1960         | Trung Quốc      | 125                              |                            |
| 3        | Trần Thiên Kiều         | 1973         | Trung Quốc      | 117                              |                            |
| 4        | Đinh Lỗi                | 1971         | Trung Quốc      | 102                              |                            |
| 5        | Hứa Vinh Mậu            | 1950         | Trung Quốc · Úc | 100                              |                            |
| 6        | Vinh Trí Kiện           | 1942         | Trung Quốc      | 90                               |                            |
| 7        | Lỗ Quan Cầu và gia đình | 1945         | Trung Quốc      | 80                               |                            |
| 8        | Chu Mạnh Y              | 1959         | Trung Quốc      | 65                               |                            |
| 9        | Tông Khánh Hậu          | 1945         | Trung Quốc      | 65                               |                            |
| 10       | Lã Tuệ và Trần Trữ Trữ  | 1949 và 1971 | Trung Quốc      | 63                               |                            |

Nguồn: Tạp chí Hurun Report, Tuổi Trẻ Online

## Danh sách 10 tỷ phú giàu nhất Trung Quốc năm 2003
| Thứ hạng | Họ và tên       | Năm sinh | Quốc tịch  | Giá trị tài sản (tỷ nhân dân tệ) | Nguồn gốc tài sản |
| -------- | --------------- | -------- | ---------- | -------------------------------- | ----------------- |
| 1        | Đinh Lỗi        | 1971     | Trung Quốc | 75                               |                   |
| 2        | Vinh Trí Kiện   | 1942     | Trung Quốc | 70                               |                   |
| 3        | Hứa Vinh Mậu    | 1950     | Trung Quốc | 68                               |                   |
| 4        | Lỗ Quan Cầu     | 1945     | Trung Quốc | 54                               |                   |
| 5        | Trần Lệ Hoa     | 1941     | Trung Quốc | 48                               |                   |
| 6        | Lưu Vĩnh Hảo    | 1951     | Trung Quốc | 48                               |                   |
| 7        | Diệp Lập Bồi    | 1944     | Trung Quốc | 48                               |                   |
| 8        | Tôn Quảng Tín   | 1962     | Trung Quốc | 42                               |                   |
| 9        | Lưu Vĩnh Hành   | 1948     | Trung Quốc | 41                               |                   |
| 10       | Trần Thiên Kiều | 1973     | Trung Quốc | 40                               |                   |

Nguồn: Tạp chí Hồ Nhuận Report

## Danh sách người giàu Trung Quốc khác
Bên cạnh các tỷ phú top đầu đã được hai tạp chí Forbes và Hurun Report thống kê và xuất bản qua từng năm, thì danh sách dưới đây liệt kê nhiều gương mặt doanh nhân giàu có khác của Trung Quốc nổi bật trên sóng truyền thông hoặc có liên hệ với những doanh nghiệp lớn hàng đầu tại Trung Quốc trong nhiều lĩnh vực, ngành nghề. Trong đó phải kể đến:
| STT | Họ và tên        | Năm sinh  | Quốc tịch  | Nguồn gốc tài sản | Ghi chú |
| --- | ---------------- | --------- | ---------- | --- | --- |
| 1   | Ngô Thắng Minh   | 1933      | Trung Quốc | | Nữ triệu phú nổi tiếng nhất Trung Quốc |
| 2   | Quan Ngọc Hương  | 193x/194x | Trung Quốc | Công ty TNHH O.R.G Packaging | Được biết đến là bà trùm thương hiệu trị giá hàng chục nghìn tỉ đồng (20 tỉ Nhân dân tệ) |
| 3   | Đào Hoa Bích     | 1947      | Trung Quốc | Lao Gan Ma | Nữ tỷ phú làm giàu từ chiếc xe đẩy bán ớt chưng |
| 4   | Từ Văn Vinh      | 1935      | Trung Quốc | Tập đoàn Hoành Điếm | Là nhà sản xuất nông nghiệp giỏi, sáng tạo trong công nghiệp nhẹ và công nghệ cao; được mệnh danh là ông trùm kinh doanh đa lĩnh vực cũng như xây dựng phim trường Hoành Điếm lớn nhất thế giới |
| 5   | Ngô Chí Cương    | 1935      | Trung Quốc | Toly Bread (Bánh mì Đào Lý) | Là thầy giáo về hưu khởi nghiệp, sở hữu khối tài sản hơn 36 tỷ Nhân dân tệ (tương đương 120.000 tỷ đồng) ở tuổi 88, từng lọt vào danh sách tỷ phú giàu nhất ở Thiểm Tây (Trung Quốc) do tạp chí Forbes đăng tải |
| 6   | Doãn Minh Thiện  | 1938      | Trung Quốc | Tập đoàn Lifan | Là tỷ phú đứng thứ 335 trong bản danh sách "Hurun China Rich List 2013" |
| 7   | Liễu Truyền Chí  | 1944      | Trung Quốc | Tập đoàn Lenovo | |
| 8   | Tống Tác Văn     | 1947      | Trung Quốc | Tập đoàn Nam Sơn ở tỉnh Sơn Đông | Là tỷ phú đô la đứng thứ 582 trong bản danh sách "Hurun Global Rich List 2022" |
| 9   | Trương Thụy Mẫn  | 1949      | Trung Quốc | Tập đoàn Haier | |
| 10  | Liu Mingming     | 1950      | Trung Quốc | | Tổng giám đốc ở tập đoàn đa quốc gia lớn nhất tại Trung Quốc |
| 11  | Đặng Anh Trung   | 1951      | Trung Quốc | Hãng khăn giấy Jierou | Tỷ phủ top 1 ngành khăn giấy tại Trung Quốc với khối tài sản ròng là 1,1 tỷ USD theo dữ liệu của Forbes năm 2023 |
| 12  | Dương Quốc Cường | 1954      | Trung Quốc | Tập đoàn Bích Quế Viên | Cha của nữ tỷ phú Dương Huệ Nghiên |
| 13  | Lý Hải Thương    | 1955      | Trung Quốc | Tập đoàn Gang thép Hải Lâm | Tỷ phú, ông trùm ngành gang thép tại tỉnh Sơn Tây (Trung Quốc) |
| 14  | Phùng Luân       | 1959      | Trung Quốc | Tập đoàn Bất động sản Vantone | |
| 15  | Chu Chính Nghị   | 1961      | Trung Quốc | Sở hữu 4 công ty trong tay, đồng thời đầu tư vào nhiều ngành bao gồm nông nghiệp, bất động sản, thương mại và tài chính (tính đến năm 2000) | Xếp thứ 11 trong Danh sách Người giàu Trung Quốc của Forbes năm 2002 với tài sản ròng trị giá 320 triệu USD, và từng là người giàu nhất Thượng Hải |
| 16  | Wang Yanqing     | 1966      | Trung Quốc | Công ty TNHH Thiết bị tự động Vô Tích Xiandao (tiền thân của Xiandao Intelligent)                                                           | Từ 2 bàn tay trắng đến sở hữu khối tài sản trị giá hàng tỷ USD, biến nhà máy 2 công nhân thành tập đoàn công nghiệp hùng mạnh tại Vô Tích, Giang Tô. Ông xếp thứ 91 trong "danh sách người giàu Trung Quốc Đại lục" của Forbes với khối tài sản lên đến 3,93 tỷ USD vào tháng 11 năm 2022                                                                   |
| 17  | Viên Bảo Cảnh    | 1966      | Trung Quốc | Một ngân hàng nhà nước, công ty buôn nông sản ở Bắc Kinh, Tập đoàn Kiện Hạo (chứng khoán)                                                   | Sinh tại tỉnh Liêu Ninh trong một gia đình nông dân nghèo khó, nhưng ông xuất sắc thi đỗ vào Đại học Chính pháp, ược gọi là "con sói già trên sàn chứng khoán", giới đầu tư ca ngợi Viên là "ông vua thâu tóm" hay "doanh nhân kiểu mẫu" trong giai đoạn cải cách, ông trở thành một trong những tỷ phú trẻ nhất và quyền lực nhất Trung Quốc trước tuổi 40 |
| 18  | Trương Ngọc Đông | 1969      | Trung Quốc | Công ty TNHH Thực phẩm Mala Wangzi | Chủ sở hữu thương hiệu "Hoàng Tử Cay" - một tên tuổi đứng đầu trong ngành bim bim cay của Trung Quốc với sản lượng hàng năm lên tới 600 triệu nhân dân tệ (khoảng 83 triệu USD) |